# Ralph Pfeiffer
Ralph Pfeiffer (* 5. März 1993) ist ein deutscher Poolbillardspieler.

## Karriere

### Einzel
Im Jahr 2024 gewann Ralph Pfeiffer die deutsche Meisterschaft im Poolbillard in der Disziplin 10-Ball. In der Disziplin 14/1-endlos errang er die Silber-Medaille. 
Bei der Europameisterschaft 2025 in Tallinn wurde er in den Disziplinen 8-Ball und 10-Ball jeweils Siebzehnter.

### Mannschaft
Mit dem BC 73 Pfeffenhausen wurde Ralph Pfeiffer im Jahr 2023 bayrischer Mannschaftspokal-Sieger und anschließend deutscher Mannschafts-Pokalsieger.

## Erfolge
| Deutscher Meister     | 2024 (10-Ball)     |
| Deutscher Vizemeister | 2024 (14/1-endlos) |